# Hermann Heck
Hermann Josef Heck (* 1940 in Köln-Nippes) ist ein deutscher Sportmediziner und Hochschullehrer.

## Leben
Heck ging in seiner Heimatstadt zu Schule und studierte ebenfalls in Köln zunächst Mathematik und Volkswirtschaft, ehe zum Fach Medizin wechselte. Während seines Studiums weilte er zwei Semester lang in Österreich, um dort neben dem Studium verstärkt seiner Leidenschaft, dem Skifahren, nachgehen zu können. 1967 bestand er in Köln das Staatsexamen. Von 1970 bis 1991 war Heck am Institut für Kreislaufforschung und Sportmedizin der Deutschen Sporthochschule Köln (DSHS) tätig und arbeitete dort unter Wildor Hollmann.
Hecks Habilitationsschrift zum Thema „Laktat in der Leistungsdiagnostik“ wurde 1988 mit der Carl-Diem-Plakette des Deutschen Sportbundes ausgezeichnet. Zwischen 1991 und 1993 war Heck an der Ruhr-Universität Bochum Vertretungsprofessor für Sportmedizin und ab 1993 ordentlicher Professor. Im Zeitraum 1995 bis 1999 übte er das Amt des Dekans der Fakultät für Sportwissenschaft aus. Ab 1996 gehörte er dem Ausschuss für Medizin und Biologie des Bundesinstituts für Sportwissenschaft an.
Im Mittelpunkt seines Forschungsinteresses standen die Themenbereiche Sportphysiologie, Energiestoffwechsel, Ergometrie, Leistungsdiagnostik und Laktat.
Heck wurde 1975 Mitglied im Sportärztebund Nordrhein, 1984 übernahm er das Amt des Vorsitzenden.